# Strip That Down
Strip That Down es el sencillo debut solo del cantante y compositor inglés Liam Payne, con voces el rapero estadounidense Quavo. Fue lanzado como el primer sencillo de su álbum debut de estudio  próximo el 19 de mayo de 2017 vía Capitol Records. La canción fue escrita por Payne, Ed Sheeran - quien cuenta voces sin acreditar a la canción, Steve Mac y Quavo. Fue publicado en las radios el 23 de mayo de 2017. El vídeo musical oficial fue lanzado en su cuenta de Vevo.

## Antecedentes
Después de que One Direction hiciera un hiato, Payne -quien coescribió canciones en cada uno de los cinco álbumes del grupo, intentó concentrarse sólo en la composición. Dijo a Billboard:

Para ser honesto con ustedes, yo no iba a hacer una aventura en solitario. Yo sólo iba a escribir canciones y continuar y hacer eso. Pero entonces yo estaba como, 'Usted ha estado tratando de hacer esto desde que tenías 14 años. Sería ridículamente estúpido rechazar la opción de tener un trato. Saliendo de la banda, tuvimos algunas buenas oportunidades alrededor de nosotros. Tuve que hacer algo.

El cantante conoció a Ed Sheeran en Londres a finales del verano de 2016, «Fuimos, nos sentamos y discutimos un montón de cosas sobre la vida, y [la canción] básicamente se unieron», dijo Payne. Después de trabajar con Sheeran y el productor Steve Mac, Payne decidió agregar al rapero de Migos Quavo en la mezcla como artista destacado de la canción. Mientras hablaba de cómo esa colaboración se unió en una entrevista con IHeartRadio, dijo Payne; «Yo estaba pensando, como el tiempo del rapero, iba a tomar dos o tres semanas, pero lo conseguimos, lo Grabamos de inmediato y nos dijimos: 'Nos encanta'. Es un gran hombre en el equipo ".

## Composición
"Strip That Down" es un tempo y hip hop influenciado por el R&B y pistas Pop. Payne lo denomina como "pulsante" synth-bass y cantos con estilo de producción minimalista. Líricamente, la canción contiene temas de la abundancia, de la atracción de la celebridad y de la independencia de la carrera del newfound. Mientras hablaba de la canción, Payne dijo; "Simplemente pone algunas cosas en orden, pero luego también el coro es más sobre despojar a la música, Me gusta oírlo fuerte a veces, pero a veces tienes que despojarlo de nuevo." Para el concepto de la canción, Payne declaró que Ellos contemplaron lo que Justin Timberlake lanzaría como su álbum debut en 2017.
"Strip That Down" contiene una interpolación de 2000 solo "It was not me", escrito por Orville Burrell "Shaggy", Rikrok, Shaun Pizzonia y Brian Thompson. "It Was not Me" interpola "Smile Happy" de War, compuesto por Sylvester Allen, Harold Ray Brown, Morris Dickerson, Lonnie Jordan, Charles William Miller, Lee Oskar y Howard E. Scott. Por lo tanto, también se acreditan como compositores.

## Recepción Crítica
El personal de Rolling Stone lo llamó un "banger del club del verano." Los escritores de Billboard dijeron que Payne "parecen estar apuntando a una vibración de Mustard / Tyga", y concluyeron diciendo "la diversión de la canción: El pretencioso, especialmente el que predomina en la dirección, es probablemente el asunto JT-est de cualquiera de los cinco miembros. Hecho desde que entró en solitario ". Comparándolo con el catálogo de One Direction, Jordan Harris de Express y Star opinó que "es mucho más bailable, increíblemente divertido de escuchar" y agregó, "Otra similitud, y una que Liam haría bien en usar como referencia en el futuro, Es el estilo vocal de Justin Timberlake". En Digital Spy Laurence Mozafari escribió: "Los gritos de la canción te harán Crecer".

## Vídeo Musical
El 18 de mayo de 2017, el lyric video oficial de "Strip That Down" fue cargado en el canal de Vevo de Payne. El video musical de la canción se estrenó en el mismo canal el 2 de junio de 2017. Comienza con una bailarina moviéndose al ritmo de la canción, seguida por una escena en blanco y negro con Payne. El vídeo contiene transiciones de blanco y negro a color, igualmente se muestra a Payne en un mundo de neón de luces brillantes, con baile, y una aparición de artista destacado Quavo.
Revisando el clip "elegante y colorido", el personal de Rolling Stone escribió "Payne disfruta suavemente en lo que parece ser el interior de la cama de bronceado". En Digital Spy, Justin Harp opinó que Payne "arroja la imagen sana de One Direction en el video sexy", y añadió: "El clip promocional hace exactamente lo que dice en la lata, ya que el ex-boybander demuestra su recién descubierto hip-hop Con bailarines de respaldo. " Mike Wass de Idolator escribió que el video es "tan incómodo como la canción", diciendo; "El rapero de Migos parece completamente a gusto en su entorno, mientras que Liam parece que accidentalmente vagó por el set."

## Presentaciones en vivo
El 26 de mayo de 2017, Payne interpretar la canción por primera vez en el The Graham Norton Show. El cantante también presentó "Strip That Down" en el Summer Ball 2017 de Capital FM.

## Formato y Listas de Canciones
Descarga Digital
- "Strip That Down" — 3:24

Descaga Digital / Version Acústica
- "Strip That Down" — 3:04

## Charts
| Chart (2017)                                | Peak position |
| ------------------------------------------- | ------------- |
| Australia (ARIA)                            | 2             |
| Austria (Ö3 Austria Top 40)                 | 15            |
| Bélgica (Flandes) (Ultratop 50)             | 39            |
| Bélgica (Valonia) (Ultratip Bubbling Under) | 4             |
| Canadá (Canadian Hot 100)                   | 11            |
| República Checa (IFPI)                      | 14            |
| Dinamarca (Tracklisten)                     | 15            |
| Francia (SNEP)                              | 32            |
| Alemania (Media Control AG)                 | 10            |
| Hungría (Single Top 40)                     | 18            |
| Hungría (Dance Tpp 40)                      | 16            |
| Irlanda(IRMA)                               | 2             |
| Italia (FIMI)                               | 39            |
| Letonia (Latvijas Top 40)                   | 24            |
| Malaysia (RIM)                              | 6             |
| Países Bajos (Dutch Top 40)                 | 28            |
| Países Bajos (Mega Single Top 100)          | 21            |
| Nueva Zelanda (Recorded Music NZ)           | 4             |
| Noruega (VG-lista)                          | 28            |
| Philippines (Philippine Hot 100)            | 22            |
| Portugal (AFP)                              | 14            |
| Escocia (OCC)                               | 3             |
| Eslovaquia (Rádio Top 100)                  | 46            |
| Eslovaquia (Radios Top 100)                 | 16            |
| España (Top 100 Canciones)                  | 21            |
| Suecia (Sverigetopplistan)                  | 24            |
| Suiza (Schweizer Hitparade)                 | 30            |
| Reino Unido (UK Singles Chart)              | 3             |
| Estados Unidos (Billboard Hot 100)          | 10            |
| Estados Unidos (Adult Top 40)               | 20            |
| Estados Unidos (Hot Dance Club Songs)       | 50            |
| Estados Unidos (Mainstream Top 40)          | 7             |

## Certificaciones
| Organismo certificador | Certificación | Ventas certificadas |
| ---------------------- | ------------- | ------------------- |
| ARIA - Australia       | Oro           | 35 000              |
| IFPI - Reino Unido     | Oro           | 400,000             |

## Historial de lanzamientos
| País           | Fecha               | Formato                             | Discográfica    |
| -------------- | ------------------- | ----------------------------------- | --------------- |
|                | 19 de mayo de 2017  | Descarga digital                    | Capitol Records |
| Estados Unidos | 23 de mayo de 2017  | Descarga digital                    | Capitol Records |
|                | 13 de junio de 2017 | Descarga digital (Versión Acústica) | Capitol Records |